# Stephen Corry
Stephen Corry (nacido en 1951) es un activista por los derechos indígenas, más conocido como el director de la organización no gubernamental Survival International. En 1984 recibió la petición de liderar la organización, la cual encontró en una situación cercana a la bancarrota e hizo repuntar en adelante hasta convertirla en una de las organizaciones más destacadas del mundo en su campo. Corry fue también el presidente de la Free Tibet Campaign por muchos años, desde 1993, y sigue formando parte de su junta directiva, y fue una de las personas que ayudó a Jimmy Nelson en su libro.

## Biografía
Stephen Corry nació en Malasia, en 1951. Ganó una beca a la Gresham's School, donde sobresalió en competiciones de rifle. A la edad de 16 años abandonó la escuela con el deseo de viajar y aprender otros idiomas. Con escasa orientación, viajó a lugares como Nepal, Turquía e India. Debido a que su madre nació en India, Corry estaba particularmente interesado en aprender sobre este país y satisfacer también su pasión por la escalada de montaña. A la edad de 18 años se encontró en el monte Everest, Nepal. Sin dinero o ningún tipo de apoyo, Corry tuvo que contar con la ayuda de la gente local para subsistir. Antes de su interacción con las tribus de Himalaya, siempre había pensado que la civilización y el desarrollo británico eran lo mejor. Su experiencia con estas personas cambió completamente su manera de pensar. Sin electricidad o coches, los encontró viviendo a plenitud vidas satisfactorias. Corry se interesó aún más en conocer sobre los pueblos indígenas y tribales del mundo. Cuando volvió a Londres pensó que probablemente se sentiría fuera de lugar. Sin embargo en 1972 encontró la organización Survival International. La organización estaba en proceso de ajuste y relanzamiento en ese momento y se entusiasmó al encontrar personas que pensaban de la misma manera. Influenciado por sus viajes y autores como Jiddu Krishnamurti, abandonó la Universidad Jussieu de Paris y se integró a Survival como voluntario. Tras incorporarse a la organización, Corry aspiró a viajar a Brasil para estudiar a los pueblos indígenas del lugar, pero recibió la propuesta de permanecer en Londres e investigar.
Posteriormente Corry asumió el rol de director de proyectos de Survival International. De acuerdo con el explorador, fundador y presidente de Survival, Robin Hanbury-Tenison, después de varios y prolongados trabajos de campo en Sudamérica en nombre de la organización, reforzado con la habilidad de relacionarse con indígenas del continente americano y antropólogos, Corry se convirtió en experto conocedor de la condición de los indígenas de Colombia, Perú y Ecuador. Su labor en Survival empezó con la ambiciosa intención de recopilar un World Red Book of Threatened People (Libro Rojo de Pueblos Amenazados del Mundo) en paralelo al Red Book of Threatened Species (Lista Roja de Especies Amenazadas) de la IUCN - una idea sugerida por Robin Hanbury-Tenison, mientras estimaban del rol futuro de Corry en Survival International. En 1974 pasó nueve meses en Colombia investigando sobre la situación de los pueblos indígenas y tribales y estableciendo varios proyectos con financiación del Joint Projects Comitee. A su regreso, en 1976, publicó su informe, Towards Indian Self-determination in Colombia (Hacia la Autodeterminación Indígena en Colombia). Desde 1984, es director general de Survival International. Corry también es un escalador y esquiador. Vive en el sudoeste de Inglaterra, está casado y es padre de tres hijas.

## Visión
Stephen Corry ha trabajado como miembro de Survival International con la perspectiva de que los pueblos indígenas tienen derechos morales y legales sobre sus tierras. La protección de este derecho se considera esencial para su supervivencia. La organización cree que los gobiernos deberían reconocer esto y que ello es posible solo si son presionados por la fuerza de la opinión pública. Survival International cree que en la cultura de estos pueblos reside un gran valor, y que ahora está en riesgo debido a la violenta interferencia en sus formas de vida.

## Premios
- Survival International recibió el "Right Livelihood Award" (Premio Nobel Alternativo) en 1989. En esta ocasión Corry leyó el discurso de aceptación del premio.[7]